# Šudel'ka
La Šudel'ka (in russo Шуделька?) è un fiume della Russia, nella Siberia occidentale, affluente di sinistra dell'Ob'. Scorre nel Kolpaševskij rajon dell'oblast' di Tomsk. 
Il fiume ha origine in una zona paludosa e scorre in direzione nord-orientale. La sua lunghezza è di 172 km. L'area del bacino è di 3460 km². Sfocia nell'Ob' a 2352 km dalla foce, a nord-est del villaggio di Inkino. Suoi maggiori affluenti il Karšan (lungo 88 km e il Tajžo (54 km).